# Sternacutus zikani
Sternacutus zikani là một loài bọ cánh cứng trong họ Cerambycidae.